# L.V. Birck (dokumentarfilm)
|  | Denne artikel er oprettet af botten Steenthbot ud fra en ekstern database. Den kan derfor have sproglige fejl eller mangler. Denne skabelon kan fjernes efter kontrol af indholdet. |

L.V. Birck er en dansk dokumentarisk optagelse fra 1919.

## Handling
Optagelse af professor og cand. polit. Lauritz Vilhelm Birck (1871-1933). Formentlig optaget på Nordisk Films Kompagnis studier i Valby.